# Quý ông nhà Juthathep
Suphapburut  Juthathep (tên Tiếng Thái: สุภาพบุรุษจุฑาเทพ, tên Tiếng Việt: Quý ông nhà Juthathep) là một loạt phim truyền hình Thái Lan phát sóng vào năm 2013 gồm: Khun Chai Tharatorn, Khun Chai Pawornruj, Khun Chai Puttipat, Khun Chai Rachanon và Khun Chai Ronapee. Đây cũng là Series dài thứ hai của Đài tiếp nối sự thành công của Series 4 Hua Jai Haeng Khun Khao (Bốn trái tim của núi) năm 2010. Loạt phim dựa trên loạt tiểu thuyết cùng tên được phát sóng vào dip kỉ niệm 43 năm thành lập của đài Channel 3. 
Bộ phim được sản xuất bởi 5 công ty, nhà sản xuất và đạo diễn khác nhau. Lần đầu tiên được phát sóng vào thứ Sáu – Chủ nhật, 20:15 - 22:45 (UTC + 07:00) kể từ ngày 15 tháng 6 - ngày 7 tháng 7 năm 2013. Sau đó, phim được phát sóng lại lần thứ hai vào ngày 6 tháng 3 - 20 tháng 8 năm 2015 và vào ngày 31 tháng 1 - 14 tháng 7, 2017.
Bộ phim đã nhận được phản hồi rất lớn từ khán giả, đẩy dàn diễn viên chính lên hàng sao và được yêu thích, bởi vì hầu hết dàn diễn viên chính đều là những diễn viên mới. Vào tháng 6 năm 2013, người ta đã báo cáo thống kê rằng hơn một nghìn bậc cha mẹ ở Thái Lan, trong vòng vài tháng đã đặt tên cho con của họ theo tên của các nhân vật trong phim. 
Vào năm 2015, nhà xuất bản và các nhà văn viết tiểu thuyết của Suphapburut Juthathep (Quý Ông Juthathep), đã thông báo xuất bản phần tiếp theo của loạt tiểu thuyết này mang tên Duangjai Taewaprom (Trái Tim Taewaprom). Phần tiếp theo là những câu chuyện về năm người con của Mom Rajawongse nhưng có hậu duệ của Taewaprom là nhân vật chính và sử dụng tên của nhân vật nữ chính làm tên sách. 
Vào năm 2020, Channel 3 đã xác nhận rằng họ sẽ sản xuất Duangjai Taewaprom thành một loạt phim, do cùng một công ty sản xuất và nhà sản xuất với Suphapburut Juthathep sản xuất và được thông báo rằng họ đã bắt đầu tuyển chọn các nhân vật chính.

## Giới thiệu
Quý Ông Juthathep là loạt phim xoay quanh câu chuyện tinh yêu và các mối quan hệ của năm anh em cùng cha khác mẹ nhà Juthathep, những người được sinh ra với tước vị Mom Rajawongse (M. R) (tiếng Thái: คุณชาย) vào những năm 1957. Dù cho cùng cha khác mẹ nhưng họ thực sự yêu thương nhau và có một mối quan hệ tuyệt vời. Sau khi cha mẹ của họ qua đời khi họ còn nhỏ, cả năm người được nuôi dưỡng bởi bà nội, Mom Aiet và em gái của bà là bà Oon. 
Cha của họ, M. C Witchakorn, đã có một lời hứa với người bạn thân nhất và cũng là người cứu mạng của ông, M. R Taewapan Taewaprom trong quá khứ. Đó là ông muốn một trong hai con trai của mình kết hôn với một trong hai con gái của Taewapan. Do đó, năm người trong số họ phải có trách nhiệm giữ lời hứa. Nhưng sau này, tất cả đều muốn tự được chọn bạn đời của chính mình nên mới dẫn đến việc bà nội ép buộc họ phải kết hôn với các cô gái nhà Taewaprom.

## Thứ tự phát sóng
| Tên phim            | Tên phim                   | Diễn viên chính                             | Phát sóng | Kết thúc  | Số tập | Ghi chú |
| ------------------- | -------------------------- | ------------------------------------------- | --------- | --------- | ------ | --- |
| Khun Chai Tharatorn | Chuyện tình chàng khảo cổ  | Warintorn Panhakar và Ranida Techasit       | 15/3/2013 | 5/4/2013  | 10     | Tập cuối cùng được phát sóng khoảng 30 phút và Khun Chai Pawornruj được phát sóng sau đó.                                                                                     |
| Khun Chai Pawornruj | Quý cô và chàng ngoại giao | Thanawat Wattanaputi và Nittha Jirayungyurn | 5/4/2013  | 3/5/2013  | 13     | Tập đầu tiên được phát sóng khoảng 120 phút sau khi Khun Chai Taratorn kết thúc. Tập cuối cùng được phát sóng khoảng 60 phút và Khun Chai được phát sóng sau đó.              |
| Khun Chai Puttipat  | Bác sĩ Puttipat            | Jirayu Tangsrisuk và Ranee Campen           | 3/5/2013  | 24/5/2013 | 10     | Tập đầu tiên được phát sóng vào khoảng 90 phút sau khi Khun Chai Pawornruj kết thúc. Tập cuối cùng được phát sóng khoảng 65 phút và Khun Chai Rachanon được phát sóng sau đó. |
| Khun Chai Rachanon  | Kỹ sư Rachanon             | Tanin Manoonsilp và Natapohn Tameeruks      | 24/5/2013 | 15/6/2013 | 11     | Tập đầu tiên được phát sóng vào khoảng 85 phút sau khi Khun Chai Puttipat kết thúc. Tập cuối cùng được phát sóng khoảng 60 phút và Khun Chai Ronapee được phát sóng sau đó.   |
| Khun Chai Ronnapee  | Ảo vọng giàu sang          | James Ma và Chalida Vijitvongthong          | 15/6/2013 | 7/7/2013  | 11     | Tập cuối cùng được phát sóng vào khoảng 90 phút sau Khun Chai Rachanon. |

## Chuyện Tình Chàng Khảo Cổ / Khun Chai Tharatorn

### Nội dung
Tharathon Juthathep (Warintorn Panhakarn), 30 tuổi, là con trai lớn nhất và cũng là người thừa kế của gia tộc Juthathep danh giá. Anh là một nhà khảo cổ học tài ba. Người lớn trong gia tộc đã định sắn hôn ước giữa anh và Khun Kedsara Taewaprom (Nutwara Vongvasana) – một cô gái dịu dàng, đảm đang, con gái của một gia đình quý tộc. Anh biết rằng bản thân mình không thể trốn tránh việc phải kết hôn cùng với Khun Kedsarra. Tuy nhiên trong lòng anh không biết tự lúc nào đã vương vấn hình bong của Khun Ai hay còn gọi là Maprang (Ranida Techasit) – một người giống như em gái của anh, đã từng luôn theo sau anh từ khi còn rất nhỏ. Với khoảng cách chênh lệch tuổi tác 9 năm và cô gần giống như cũng là học trò của anh. Chính điều ấy đã làm cho Khun Tharatorn hơi e ngại mà không dám bày tỏ suy nghĩ trong lòng mình. Anh không hề biết rằng người con gái ấy cũng đã dành cho anh một tình cảm rất đặc biệt.

### Nhân vật
| Nhân vật                                                     | Diễn viên                     |
| Nhân vật chính                                               | Nhân vật chính                |
| ------------------------------------------------------------ | ----------------------------- |
| M.R Tharatorn Juthathep / Khun Chai Yai                      | Warintorn Panhakarn           |
| M.L Raweeramphai Sawasward / Maprang / Tawan (cải trang)     | Ranida Techasit               |
| M.L Kedsara Taewaprom / Khun Ked / Kong Kiet (cải trang)     | Nutwara Vongvasana            |
| Giáo sư Chinnakorn                                           | Suriyon Aroonwattanakul       |
| Nhân vật phụ                                                 |                               |
| M.R Pawornruj Juthathep / Khun Chai Ruj                      | Thanawat Wattanaputi          |
| M.R Puttipat Juthathep / Khun Chai Pat                       | Jirayu Tangsrisuk             |
| M.R Ratchanon Juthathep / Khun Chai Lek                      | Tanin Manoonsilp              |
| M.R Ronnapee Juthathep / Khun Chai Pee / Thiếu tá Không quân | James Ma                      |
| Mom Aiet Juthathep Na Ayutthaya                              | Jaruwan Panyopas              |
| Bà nội Oon                                                   | Duangta Tungkamanee           |
| M.R Artittayarangsri Sawaswad / Khun Chai Artit              | Toon Hiranyasap               |
| Mom Kanlaya Sawaswad / Khun Ying Kanlaya                     | Supranee Jaroenpol            |
| M.R Taewapan Taewaprom                                       | Dilok Thongwattana            |
| M.L Marathee Taewaprom / Khun Marathree                      | Chotika Wongwilas             |
| M.L Wilairampa Taewaprom / Khun Rampa                        | Esther Supreeleela            |
| Edward Summerset                                             | Oliver Poupart                |
| Oonsri                                                       | Prasart Thong-aram            |
| Eric                                                         | Kitkasem McFadden             |
| Som                                                          | Prappadol Suwanbang           |
| Udom                                                         | Chaleumpol Tikumpornteerawong |
| Mana                                                         | Pramote Thianchaigerdsilp     |
| Piti                                                         | Thitiphan Suriyawitch         |
| Manit                                                        | Napol Promsuwan               |
| Tan                                                          | Weerachai Hatthakowit         |
| Sophita                                                      | Savakorn Tiyasawaskul         |
| Darachai                                                     | Panyaporn Srisawas            |
| Yam                                                          | Narisa Promsupa               |
| Thanom                                                       | Thanuphong Sakthanawat        |
| Waew                                                         | Usanee Peungpa                |
| Somsri                                                       | Natthanee Sitthisaman         |
| Jaew                                                         | Thiparin Yodthanasawas        |
| Nhân vật khách mời                                           |                               |
| M.C Witchakorn Juthathep / Than Chai Wit                     | Songsit Roongnophakunsri      |
| M.R Ubolwan Juthathep (họ trước khi lấy chồng Taewaprom)     | Chintara Sukapatana           |
| Mom Cheongnang Juthathep Na Ayutthaya                        | Jariya Anfone                 |
| Mom Yok Juthathep Na Ayutthaya                               | Piyawadee Maleenont           |
| M.R Tharatorn Juthathep / Khun Chai Yai (còn bé)             | Nutwinont Sutiprasit          |
| M.R Pawornruj Juthathep / Khun Chai Ruj (còn bé)             | Kantaon Luengcharoenkit       |
| M.R Puttipat Juthathep / Khun Chai Pat (còn bé)              | Kornpipat Kritsanasap         |
| M.R Ratchanon Juthathep / Khun Chai Lek (còn bé)             | Komkrit Sansri                |
| M.R Ronnapee Juthathep / Khun Chai Pee (còn bé)              | Anda Intarit                  |
| M.L Raweeramphai Sawasward / Maprang (còn bé)                | Napattanan Nimjirawat         |
| Ubol                                                         | Rujira Chuaykua               |
| Dararai                                                      | Prima Rachata                 |
| Sopee                                                        | Radklao Amaradit              |
| Cha-moi                                                      | Wasant Uttamayotin            |
| Ba của Chinnakorn                                            | Parin Wikran                  |
| Mẹ của Chinnakorn                                            | Warapan Nguitragool           |

### Nhạc phim
| STT              | Nhan đề                                                                  | Phổ lời                | Phổ nhạc            | Tác giả              | Thời lượng |
| ---------------- | ------------------------------------------------------------------------ | ---------------------- | ------------------- | -------------------- | ---------- |
| 1.               | "รักแท้อยู่เหนือกาลเวลา" (Real love over the time - Chân tình vượt thời gian) | Narongvit Techatanavat | Jakkrit Makkanasoh  | Pongkool Suebsuengl  | 3:43       |
| 2.               | "ลมหายใจเท่านั้นที่รู้" (Only breath knows - Chỉ hơi thở mới biết)              | Narongvit Techatanavat | Jakkrit Makkanasoh  | Peerapat Taerawheong | 3:47       |
| 3.               | "เก็บรัก" (Hide the love - Giữ lấy tình yêu)                               | Surapol Tonavanik      | Weerapat Ung-amporn | Wathiya Ruayniratana | 3:52       |
| Tổng thời lượng: | Tổng thời lượng:                                                         | Tổng thời lượng:       | Tổng thời lượng:    | Tổng thời lượng:     | 11:22      |

## Quý Cô Và Chàng Ngoại Giao / Khun Chai Pawornruj

### Nội dung
Quý Cô Và Chàng Ngoại Giao kể về Khun Chai Pawornruj (Thanawat Wattanaputi) là một nhân viên công vụ trẻ tuổi, đang làm việc ở Bộ Ngoại Giao với một tương lai tươi sáng. Khun Chai Ruj là con trai thứ 2 trong gia tộc Juthathep. Vì mẹ anh chỉ là vợ lẽ nên anh được sắp đặt lấy Krathin Taewaprom (Sumonthip Hsu), một cô gái hoang dã, đen đủi, cư xử kỳ cục, cháu gái của một quý tộc mà mà gia tộc anh có hôn ước. Để quên đi mối tình tan vỡ với một cô gái thường dân và trốn chạy khỏi cuộc hôn nhân sắp đặt với một cô gái quý tộc, Khun Chai Ruj đã đến Thụy Sĩ. May mắn hay định mệnh khi trong chuyến đi này anh gặp được tình yêu đích thực Than Ying. Than Ying chính là M C Wanrasa Arunrat (Nittha Jirayungyurn), một cô gái thuộc hoàng tộc, cô bé mà ngày xưa từng chơi cùng với Khun Chai Ruj dù vậy Khun Chai Ruj đã không nhận ra Than Ying. Trong sự lãng mạn ở vùng đất của những giấc mơ, cặp đôi cũng đã gặp không ít thử thách: trận bão tuyết trên đỉnh núi lẫn cơn bão tình đang ập đến….

### Nhân vật
| Nhân vật                                                                 | Diễn viên                 |
| Nhân vật chính                                                           | Nhân vật chính            |
| ------------------------------------------------------------------------ | ------------------------- |
| M.R Pawornruj Juthathep / Khun Chai Ruj                                  | Thanawat Wattanaputi      |
| M.C Wanrasa Arunrat / Than Ying Rasa / Than Ying Taew / Rasa (cải trang) | Nittha Jirayungyurn       |
| Nhân vật phụ                                                             |                           |
| M.R Tharatorn Juthathep / Khun Chai Yai                                  | Warintorn Panhakarn       |
| M.R Puttipat Juthathep / Khun Chai Pat                                   | Jirayu Tangsrisuk         |
| M.R Ratchanon Juthathep / Khun Chai Lek                                  | Tanin Manoonsilp          |
| M.R, Thiếu Tá Không Quân Ronnapee Juthathep / Khun Chai Pee              | James Ma                  |
| Mom Aiet Juthathep Na Ayutthaya                                          | Jaruwan Panyopas          |
| Bà nội Oon                                                               | Duangta Tungkamanee       |
| M.L Krathin Taewaprom                                                    | Sumonthip Hsu             |
| M.L Kedsara Taewaprom / Khun Ked                                         | Nutwara Vongvasana        |
| M.L Marathee Taewaprom / Khun Marathree                                  | Chotika Wongwilas         |
| M.L Wilairampa Taewaprom / Khun Rampa                                    | Esther Supreeleela        |
| M.C Phanutatsanai / an Chai Phanu                                        | Passin Ruangvuth          |
| Phra Ong Chao Chatarun Arunrat / Phra Ong Chat                           | Kriangkrai Unhanan        |
| M.C Wirisa Arunrat                                                       | Thipaayawadee Malisorn    |
| M.C Phanutatsana Supakit / Than Chai That                                | Passin Ruangvuth          |
| Nuea                                                                     | Nara Aurthaveekul         |
| Nuai                                                                     | Ratthanarat Aurthaveekul  |
| Pakorn                                                                   | Thana Chatborirak         |
| Waddao                                                                   | Atthama Cheevanitchpan    |
| Aun / Khun Aun                                                           | Krittapas Sakditsathanont |
| Im / Khun Im                                                             | Khemika Sukprasongdee     |
| Saisamorn                                                                | Lukkana Amitsoon          |
| Jam                                                                      | Wiyada Umarin             |
| Warat                                                                    | Watcharakiet Boonpakdee   |
| Đại sứ Phonlathep                                                        | Ram Rachaphong            |
| Khun Ying Aree                                                           | Wanthana Boonbanterng     |
| Khae                                                                     | Janya Thanasawangkul      |
| Luechai Wongnakorn / Klao                                                | Witsarut Hiranbutr        |
| Thanom                                                                   | Thanuphong Sakthanawat    |
| Somwang                                                                  | Somchart Songklod         |
| Waew                                                                     | Usanee Peungpa            |
| Somsri                                                                   | Natthanee Sitthisaman     |
| Jaew                                                                     | Thiparin Yodthanasawas    |
| Nhân vật khách mời                                                       |                           |
| M.R Tharatorn Juthathep / Khun Chai Yai (còn bé)                         | Nutwinont Sutiprasit      |
| M.R Pawornruj Juthathep / Khun Chai Ruj (còn bé)                         | Kantaon Luengcharoenkit   |
| M.R Puttipat Juthathep / Khun Chai Pat (còn bé)                          | Kornpipat Kritsanasap     |
| M.R Ratchanon Juthathep / Khun Chai Lek (còn bé)                         | Komkrit Sansri            |
| M.R Ronnapee Juthathep / Khun Chai Pee (còn bé)                          | Anda Intarit              |
| M.C Warasa Arunrat / Than Ying Taew / Than Ying Rasa (còn bé)            | Parnrada Kachennukul      |
| Phillip                                                                  | Ken Streutker             |
| Bua                                                                      | Waritsara Bumrongwetch    |
| Chettha                                                                  | Kraisee Kaewwimol         |
| Khun Nai Thongsuk                                                        | Chomchai Chatwilai        |
| Wet                                                                      | Pataraphat To-in          |
| Som                                                                      | Ampha Phusit              |
| Khun Nai Sodsai                                                          | Anuwan Preeyanont         |
| Khun Nai Ming                                                            | Anthika Preeyanont        |

### Nhạc phim
| STT              | Nhan đề                                                                  | Phổ lời                | Phổ nhạc           | Tác giả                | Thời lượng |
| ---------------- | ------------------------------------------------------------------------ | ---------------------- | ------------------ | ---------------------- | ---------- |
| 1.               | "รักแท้อยู่เหนือกาลเวลา" (Real love over the time - Chân tình vượt thời gian) | Narongvit Techatanavat | Jakkrit Makkanasoh | Jaruwat Cheawaram      | 3:18       |
| 2.               | "ฉันรักเธอที่เป็นแบบนี้" (I love you as you are - Tôi đã yêu em như thế)        | Narongvit Techatanavat | Jakkrit Makkanasoh | Sheranut Yusananda     | 3:43       |
| 3.               | "ยอม" (Surrender - Đồng ý)                                               | Narongvit Techatanavat | Jakkrit Makkanasoh | Narongvit Techatanavat | 3:57       |
| Tổng thời lượng: | Tổng thời lượng:                                                         | Tổng thời lượng:       | Tổng thời lượng:   | Tổng thời lượng:       | 10:58      |

## Bác Sĩ Puttipat / Khun Chai Puttipat

### Nội dung
Bộ phim kể về một anh chàng điển trai Khun Chai Pat (Jirayu Tangsrisuk) với cương vị là một người bác sĩ mới tốt nghiệp ra trường, vốn sinh ra trong một gia đình của một quý tộc giàu có ở Thái Lan nhưng anh không thích ngồi không hưởng thụ, quyết tâm tự tạo cho mình một cuộc sống tự lập để khẳng định bản thân trên con đường làm bác sĩ ngoại khoa của mình. Vì thế nên anh đã rũ bỏ tất cả các danh vị của một vị quý tộc giàu có để trở lại cuộc sống bình thường, một lần anh giao du cùng với bạn bè và bắt gặp được một cô gái có nét tương đồng với mẫu người anh thích, nhưng chẳng may cô chính là một trong những người đã đạt giải thưởng danh giá của cuộc thi hoa hậu tài năng ở thủ đô, Krongkaew (Ranee Campen) người đang giữ danh hiệu ”Hoa hậu Sri Siam”. Nhưng cuộc sống đã đưa đẩy khiến cô trở thành người vợ lẽ của Tướng Pinij (Montri Jane-aksorn) - một người đàn ông có quyền lực, anh đã bất chấp tất cả những định kiến dị nghị với bản tâm là một bác sĩ đã tìm cách cứu lấy cô. Cuộc hôn nhân giả đã được định sẳn để giúp cô, liệu cuộc tình ấy có thực sự tìm ra lối thoát cho vị bác sĩ này.

### Nhân vật
| Nhân vật                                                                             | Diễn viên                        |
| Nhân vật chính                                                                       | Nhân vật chính                   |
| ------------------------------------------------------------------------------------ | -------------------------------- |
| M.R Puttipat juthathep / Khun Chai Pat                                               | Jirayu Tansrisuk                 |
| Krongkaew Boonmee / Kaew                                                             | Ranee Campen                     |
| M.L Marathree Taewaprom                                                              | Chotika Wongwilas                |
| Bác sĩ Yodsavin                                                                      | Jirayu Tantrakul                 |
| Nhân vật phụ                                                                         |                                  |
| M.R Tharathorn Juthathep / Khun Chai Yai                                             | Warintorn Panhakarn              |
| M.R Pawornruj Juthathep / Khun Chai Ruj                                              | Thanawat Wattanaputi             |
| M.R Ratchanon Juthathep / Khun Chai Lek                                              | Tanin Manoonsilp                 |
| M.R, Thiếu Tá Không Quân Ronnapee Juthathep / Khun Chai Pee                          | James Ma                         |
| Mom Aiet Juthathep Na Ayutthaya                                                      | Jaruwan Panyopas                 |
| Bà nội Onn                                                                           | Duangta Tungkamanee              |
| M.R. Taewapan Taewaprom / Khun Chai Taewapan                                         | Dilok Thongwattana               |
| M.L Kedsara Taewaprom / Khun Ked                                                     | Nutwara Vongvasana               |
| M.L Wilairampa Taewaprom / Khun Rampa                                                | Esther Supreeleela               |
| Giáo sư Chinnakorn                                                                   | Suriyon Aroonwattanakul          |
| Đại tướng Pinij                                                                      | Montri Jane-aksorn               |
| Khun Ying Dara                                                                       | Suangsuda Lawanprasert           |
| Aing-orn                                                                             | Nahatai Pichitra                 |
| Baibua                                                                               | Deejai Deedeedee                 |
| Sunan                                                                                | Nattira Jivaramonaikool          |
| Kraikrek                                                                             | Patthanapol Kunchon Na Ayutthaya |
| Mali                                                                                 | Pawanrat Naksuriya               |
| Sombum                                                                               | Aekkarin Areerat                 |
| Somsri                                                                               | Natthanee Sitthisaman            |
| Jaew                                                                                 | Thiparin Yodthanasawas           |
| Nhân vật khách mời                                                                   |                                  |
| M.R, Thiếu tướng Lục quân Anupan Taewaprom / Khun Chai Anupan                        | Thanakorn Posayanont             |
| Mom Daraneenuch Taewaprom / Khun Ying Daraneenuch (họ trước khi lấy chồng Kittiwong) | Mayurin Pongpudpan               |
| M.L, Thiếu tá Không quân Chatchawee Taewaprom / Khun Chat                            | Jaron Sorat                      |
| Ông trùm Song                                                                        | Settha Sirachaya                 |
| Budsava                                                                              | Prissana Klampinij               |
| Sylvi                                                                                | Patsachol Supree                 |
| Choom                                                                                | Wut Kongkaket                    |
| Nuan                                                                                 | Napaporn Hongsakul               |
| Đại tướng Krirk                                                                      | Sutheesak Pakdeetaewa            |
| Cha-moi                                                                              | Wasant Uttamayotin               |

### Nhạc phim
| STT              | Nhan đề                                                                                   | Phổ lời                | Phổ nhạc             | Tác giả                          | Thời lượng |
| ---------------- | ----------------------------------------------------------------------------------------- | ---------------------- | -------------------- | -------------------------------- | ---------- |
| 1.               | "รักแท้อยู่เหนือกาลเวลา" (Real love over the time - Chân tình vượt thời gian)                  | Narongvit Techatanavat | Jakkrit Makkanasoh   | Tee Jetset'er Sirintip Hanpradit | 4:16       |
| 2.               | "เธอจะรักฉันหรือเปล่าไม่รู้" (Will you love me or not, I don't know - Em sẽ yêu tôi hay không ?) | Narongvit Techatanavat | Weerapat Eung-amporn | Ronnadet Wongsaroj               | 5:00       |
| 3.               | "โปรดถามสักคำ" (Please ask me)                                                             | Narongvit Techatanavat | Banana Boat          | Kanitkul Nadebutr                | 4:09       |
| Tổng thời lượng: | Tổng thời lượng:                                                                          | Tổng thời lượng:       | Tổng thời lượng:     | Tổng thời lượng:                 | 13:25      |

## Kĩ Sư Ratchanon / Khun Chai Ratchanon

### Nội dung
Khun Chai Rachanon (Tanin Manoonsilp) là một kỹ sư trẻ, anh có niềm tin vào bản thân có thể tự quyết định số phận của mình. Khi anh chuyển đến Isaan để giám sát công trình thì anh đã gặp Soifah (Natapohn Tameeruks), một dân nữ sống nơi rừng hoang nước lạ. Tình yêu của họ bị mọi người xung quanh dòm ngó, đố kỵ và ganh ghét. Nhưng rồi họ đã vượt qua mọi thành kiến và xây nên mộng đẹp uyên ương cùng nhau. Ngoài ra anh chàng kỹ sư cũng đóng góp một phần quan trọng giúp cho cô giành lại được ngai vàng vốn thuộc về mình vì bởi thân phận thật sự của cô là công chúa của đất nước láng giềng - Viangphukham.  

### Nhân vật
| Nhân vật                                                                             | Diễn viên                        |
| Nhân vật chính                                                                       | Nhân vật chính                   |
| ------------------------------------------------------------------------------------ | -------------------------------- |
| M.R Ratchanon Juthathep / Khun Chai Lek                                              | Tanin Manoonsilp                 |
| M.C Soifah Phukhamwong / Chao Soifah                                                 | Natapohn Tameeruks               |
| M.L, Thiếu tá Không quân Chatchawee Taewaprom / M.C Rangsiman Phukhamwong            | Jaron Sorat                      |
| Taraked Wongsawan / Chanta                                                           | Pattrakorn Tangsupakul           |
| Thiếu úy Chumpol Wongsawan / Joi                                                     | Pongsakorn Mettarikanon          |
| Nhân vật phụ                                                                         |                                  |
| M.R Tharatorn Juthathep / Khun Chai Yai                                              | Warintorn Panhakarn              |
| M.R Pawornruj Juthathep / Khun Chai Ruj                                              | Thanawat Wattanaputi             |
| M.R Puttipat Juthathep / Khun Chai Pat                                               | Jirayu Tansrisuk                 |
| Krongkaew Juthathep Na Ayutthaya                                                     | Ranee Campen                     |
| M.R Ronnapee Juthathep / Khun Chai Pee                                               | James Ma                         |
| Mom Aiet Juthathep Na Ayutthaya                                                      | Jaruwan Panyopas                 |
| Bà nội Oon                                                                           | Duangta Tungkamanee              |
| M.R, Thiếu tướng Lục quân Anupan Taewaprom / Khun Chai Anupan                        | Thanakorn Posayanont             |
| M.R Daraneenuch Taewaprom / Khun Ying Daraneenuch (họ trước khi lấy chồng Kittiwong) | Mayurin Pongpudpan               |
| M.L Sineenoot Taewaprom / Nong Noot                                                  | Pimthong Vachirakom              |
| Trưởng làng / Chao Luang Suriyawong Phukhamwong                                      | Pongpat Wachirabunjong           |
| Harry                                                                                | Oliver Bever                     |
| Thống chế Kraisorn Wongsawan                                                         | Sakkarach Ruekthamrong           |
| Người phụ nữ lớn tuổi                                                                | Tatsawan Saeneewong Na Ayutthaya |
| Nhân vật khách mời                                                                   |                                  |
| M.C Weerawong Phukhamwong / Chao Weerawong                                           | Sarut Vijitranont                |
| Chao Nang Songdao Phukhamwong / Chao Nang Songdao                                    | Benjawan Ardner                  |
| Tướng Sekong                                                                         | Santisuk Promsiri                |
| Ông trùm Song                                                                        | Settha Sirachaya                 |
| Ponhong                                                                              | Pollarat Rodraksa                |
| Boonhome                                                                             | Thong Chuanchuen                 |
| Prang                                                                                | Udom Songsang                    |
| Phranjai                                                                             | Krekkiet Panpipat                |
| Somsri                                                                               | Natthanee Sitthisaman            |
| Sombum                                                                               | Aekkarin Areerat                 |

### Nhạc phim
| STT              | Nhan đề                                                                  | Phổ lời                | Phổ nhạc           | Tác giả                        | Thời lượng |
| ---------------- | ------------------------------------------------------------------------ | ---------------------- | ------------------ | ------------------------------ | ---------- |
| 1.               | "รักแท้อยู่เหนือกาลเวลา" (Real love over the time - Chân tình vượt thời gian) | Narongvit Techatanavat | Jakkrit Makkanasoh | Napat Injaiuea                 | 3:49       |
| 2.               | "เอื้อมไม่ถึง" (Out of reach - Ngoài tầm với)                                | Narongvit Techatanavat | Jakkrit Makkanasoh | Mhoo MUZU                      | 3:55       |
| 3.               | "เผลอใจ" (Be lost in love - Đau)                                         | Narongvit Techatanavat | BANANA BOAT        | Lula [ th ] Pichika Jittaputta | 4:36       |
| Tổng thời lượng: | Tổng thời lượng:                                                         | Tổng thời lượng:       | Tổng thời lượng:   | Tổng thời lượng:               | 11:40      |

## Ảo Vọng Giàu Sang / Khun Chai Ronnapee

### Nội dung
Khun Chai Ronnapee (James Ma) là người con trẻ nhất của gia đình - em trai cùng mẹ với Khun Chai Tharatorn (Warintorn Panhakarn). Không ai có thể tin rằng phi công trẻ tài năng này lại gặp được Piangkwan (Chalida Vijivongthong) - 1 ngôi sao xinh đẹp trong khoảnh khắc giống như một giấc mơ khi anh ấy cùng bạn thân đi dự 1 buổi tiệc. Nhưng khi ấy lại nghe người khác đồn thổi rằng cô ấy là tình nhân của đạo diển. Anh đã thể hiện sự chán ghét của mình đối với cô ngay lúc ấy. Tuy nhiên sau nhiều lần tiếp xúc, đấu khẩu, hai người đã dần dần thấu hiểu nhau hơn, và anh đã bắt đầu yêu thích cô theo lẽ tự nhiên mà con tim mách bảo. Cả hai người phải vượt qua những định kiến truyền thống và trở ngại về giai cấp khác biệt để cho mọi người hiểu rằng cô ấy là một diển viên múa - cũng là người duy nhất mà Khun Chai Ronnapee yêu chứ không phải là tình nhân của một người nào đó. 

### Nhân vật
| Nhân vật                                                    | Diễn viên                  |
| Nhân vật chính                                              | Nhân vật chính             |
| ----------------------------------------------------------- | -------------------------- |
| M.R, Thiếu Tá Không Quân Ronnapee Juthathep / Khun Chai Pee | James Ma                   |
| Piangkwan Chanpradab / Kwan                                 | Chalida Vijivongthong      |
| Aut Chermsiri                                               | Thagoon Karnthip           |
| Chankrapoh / Chan                                           | Savitree Suttichanond      |
| M. L Wilairampa Teawaprom / Khun Rampa                      | Esther Supreeleela         |
| Nhân vật phụ                                                |                            |
| M.R Tharathorn Juthathep / Khun Chai Yai                    | Warintorn Panhakarn        |
| M.L Raweeramphai Juthathep na Ayutthaya / Maprang           | Ranida Techasit            |
| M.R Pawornruj Juthathep / Khun Chai Ruj                     | Thanawat Wattanaputi       |
| M.C Warasa Na Ayutthaya / Than Ying Taew / Rasa             | Nittha Jirayungyurn        |
| M.R Puttipat Juthathep / Khun Chai Pat                      | Jirayu Tansrisuk           |
| Krongkaew Juthathep Na Ayutthaya / Kaew                     | Ranee Campen               |
| M.R Ratchanon Juthathep / Khun Chai Lek                     | Tanin Manoonsilp           |
| M.C Soifah Juthathep Na Ayutthaya / Chao Soifah             | Natapohn Tameeruks         |
| Mom Aiet Juthathep Na Ayutthaya                             | Jaruwan Panyopas           |
| Bà nội Oon                                                  | Duangta Tungkamanee        |
| M.R Taewapan Taewaprom/ Khun Chai Taewapan                  | Dilok Thongwattana         |
| M.L Marathree Taewaprom                                     | Chotika Wongwilas          |
| Adul Chermsiri                                              | Anuwat Niwaswong           |
| Napha Chanpradab                                            | Khwanruedi Klom Klom       |
| Bulan Chanpradab                                            | Arisara Wongchalee         |
| Chana                                                       | Tik Shiro                  |
| Pranod / Tanata                                             | Sasidej Sasiprapha         |
| Đại úy không quân Khanti                                    | Jakarin Puribhat           |
| Thiếu úy không quân Yodyod Thongyot                         | Methus Treerattanawareesin |
| Thiếu úy không quân Kamphon                                 | Warit Limatiboon           |
| Hạ sĩ nhất không quân Lamai                                 | Patee Sarasin              |
| Pimpan / Pim                                                | Nitchapan Chunhawongwasu   |
| Date Kamhaeng                                               | Thanongsak Supphakan       |
| Sia Peng                                                    | Santi Santiwechakul        |
| Bongkot                                                     | Kanokkorn Jaicheun         |
| Somsri                                                      | Natthanee Sitthisaman      |
| Jaew                                                        | Thiparin Yodthanasawas     |
| Salakjit                                                    | Praeva Bunnag              |
| Chailai                                                     | Palida Khumwongdee         |
| Nhân vật khách mời                                          |                            |
| M.C Witchakorn Juthathep / Than Chai Wit                    | Songsit Roongnophakunsri   |
| M.R Ubolwan Juthathep (họ trước khi lấy chồng Taewaprom)    | Chintara Sukapatana        |
| Mom Cheongnang Juthathep Na Ayutthaya                       | Jariya Anfone              |
| Mom Yok Juthathep Na Ayutthaya                              | Piyawadee Maleenont        |
| Đại úy Không quân                                           | Chalitrat Chantharubeksa   |
| Sĩ quan Không quân cao cấp                                  | Prin Suparat               |
| Lực lượng Không quân Hoàng gia Thái Lan                     | Peradon Plengpanich        |
| Lực lượng Không quân Hoàng gia Thái Lan                     | Kan Phongnua               |
| Lực lượng Không quân Hoàng gia Thái Lan                     | Peter Varit                |
| Lực lượng Không quân Hoàng gia Thái Lan                     | Pakpien Bamrungpong        |
| Lực lượng Không quân Hoàng gia Thái Lan                     | Pitchut Thongkomt          |
| Lực lượng Không quân Hoàng gia Thái Lan                     | Warit Limadiboon           |
| M.C Weerawong Phukhamwong / Chao Weerawong                  | Sarut Vijitranont          |
| Bà Thongsuk                                                 | Chomchay Chatwilai         |
| Y tá                                                        | Tichakorn Plengpanich      |
| Giáo viên                                                   | Duangtawan Sirikon         |
| Sakda                                                       | Aphichan Chaleumchainuwong |
| Đội trưởng                                                  | Surasak Chaiyaat as        |
| Pumpui / Punya                                              | Prakasit Bowsuwan          |
| Mei Hua                                                     | Sikrintarn Plaithuan       |
| Cha của Pranod                                              | Jaturong Kolimart          |

### Nhạc phim
| STT | Nhan đề                                                                                                  | Tác giả             | Thời lượng |
| --- | --- | ------------------- | ---------- |
| 1.  | "รักแท้อยู่เหนือกาลเวลา" (True Love Knows No Time - Chân tình vượt thời gian)                                 | Crescendo           | 4:07       |
| 2.  | "อย่าบอกฉันว่าให้ไป" (Don't Tell Me To Go - Đừng bảo tôi đi)                                                 | Chinawut Indracusin | 3:54       |
| 3.  | "อาทิตย์อับแสง" (Blue Day)                                                                                  | Jaruwat Cheawaram   | 3:40       |
| 4.  | "อาทิตย์อับแสง" (Blue Day)                                                                                  | Sand Tepin          | 3:38       |
| 5.  | "Make It Right"                                                                                          | Patee Sarasin       | 4:13       |
| 6.  | "รักแท้อยู่เหนือกาลเวลา (Acoustic Ver.)" (True Love Knows No Time (Chân tình vượt thời gian - Acoustic Ver.)) | Crescendo           | 4:06       |

## Phần tiếp theo
Sau khi bộ tiểu thuyết Quý ông nhà Juthathep được chuyển thể thành phim truyền hình và phát song song trên Kênh Channel 3 vào năm 2013 đã nhận được nhiều phản hồi tốt hơn so với mong đợi. Chính điều này đã khiến cho các Khun Chai nổi tiếng hơn vào thời điểm đó. Vì điều này mà 5 tác giả đã viết phần tiếp theo của bộ tiểu thuyết Quý ông nhà Juthathep - thế hệ thức hai sẽ hoàn thành lời hứa từ hai gia tộc của thế hệ thứ nhất. Trái Tim Taewaprom được chia thành 5 quyển tiểu thuyết và tên được dựa theo tên của các nhân vật nữ chính. Bộ tiểu thuyết đang trong quá trình sản xuất dự kiến sẽ được phát sóng vào năm 2023.